# Steganthera parvifolia
Steganthera parvifolia är en tvåhjärtbladig växtart som först beskrevs av Janet Russell Perkins och som fick sitt nu gällande namn av Ryozo Kanehira och Sumihiko Hatusima.
Steganthera parvifolia ingår i släktet Steganthera och familjen Monimiaceae. Inga underarter finns listade i Catalogue of Life.